# Alba de Yeltes
Alba de Yeltes település Spanyolországban, Salamanca tartományban. Alba de Yeltes Ciudad Rodrigo, Sancti-Spíritus, Castraz, Aldehuela de Yeltes, Dios le Guarde és Tenebrón községekkel határos. Lakosainak száma 200 fő (2024).

## Népesség
A település népessége az elmúlt években az alábbi módon változott:
| Lakosok száma | 272  | 253  | 255  | 250  | 248  | 234  | 225  | 207  | 211  | 200  |
|               | 2001 | 2004 | 2007 | 2009 | 2012 | 2014 | 2017 | 2019 | 2022 | 2024 |